# Banco del Comercio
El Banco del Comercio fue una entidad bancaria fundada en Bilbao en 1891 y que tras bastante competencia con el Banco de Bilbao, acabó fusionándose con este en 2000.

## Historia
En la primavera de 1891 fundaron el Banco de Comercio diversos mineros y navieros, liderados por Víctor Chávarri y Ramón de la Sota, dos de los hombres de negocios más influyentes en Bilbao a finales del siglo XIX. Al fundarse el banco se rompió el monopolio financiero que ejercía desde 1857 el Banco de Bilbao.
El 30 de junio de 2000, se aprobó la absorción del Banco del Comercio por parte del Banco Bilbao, si bien esta firma no desapareció y mantuvo su personalidad jurídica, pasando sus acciones al Banco de Bilbao y manteniéndose como segunda marca de la entidad hasta el año 2000.